# 実存療法
実存療法（じつぞんりょうほう、英: Existential therapy）とは、人間の心の奥にある内的な葛藤は、与えられた存在性に対して個々人が直面した時に生じるという信念に作用する治療の哲学的方法である。